# Renata Jonscher
Renata Jonscher (ur. 27 kwietnia 1967 w Cieszynie) – polska śpiewaczka (mezzosopran).
Absolwentka pielęgniarstwa oraz klasy fortepianu Danuty Gajdzicy-Szewczyk w Cieszynie. Przez wiele lat doskonaliła talent śpiewając w chórze w rodzinnym mieście, a następnie uczęszczała do szkół muzycznych w Strasburgu i Londynie. W wieku 20 lat rozpoczęła profesjonalną karierę jako solistka w Zespole Pieśni i Tańca „Śląsk”. W 1988 Renata Pludra (nazwisko panieńskie) została przyjęta do zespołu wraz z kilkoma osobami, pokonując około 400 kandydatów. Wielki talent muzyczny odkrył u niej prof. Stanisław Hadyna – założyciel zespołu. Odtąd występowała w całej Europie. Jej repertuar jest bardzo urozmaicony - od klasycznego, poprzez ludowy, kończąc na pieśniach religijnych. W 1988 otrzymała nagrodę państwową za wkład w kulturę muzyczną. W 2001 wydała album dedykowany twórczości wielkiego polskiego kompozytora Stanisława Hadyny.

## Życie prywatne
W 1998 Renata Jonscher poślubiła w Zakopanem Karola Jonschera – absolwenta Uniwersytetu w Cambridge, doktoranta Uniwersytetu Harvarda, właściciela firmy Central European Trust z siedzibą w Londynie (z filią w Warszawie), świadczącej usługi finansowo-strategiczne. Mąż Renaty Jonscher jest wnukiem znanego pediatry Karola Jonschera.